# Apocnosoides lizleri
Apocnosoides lizleri är en skalbaggsart som beskrevs av Franz Antoine 2001. Apocnosoides lizleri ingår i släktet Apocnosoides och familjen Cetoniidae. Inga underarter finns listade i Catalogue of Life.